# Light Move Festival
Festiwal Kinetycznej Sztuki Światła Light.Move.Festival (ang. Festival of Kinetic Art of Light Light.Move.Festival.) – jedno z największych wydarzeń plenerowych w Polsce, organizowane od 2011 roku w Łodzi. Wydarzenie odbywa się w ostatni weekend września, a teren festiwalowy obejmuje zrewitalizowane centrum miasta. Organizatorem Festiwalu jest Fundacja „Lux Pro Monumentis”.
Light.Move.Festival. to największy festiwal światła w Polsce. Wydarzenie jest darmowe i odbywa się w całości na otwartej przestrzeni w centrum Łodzi. Podczas Festiwalu widzowie mają okazję podziwiać m.in. widowiskowe mappingi 2D/3D, czyli kilkuminutowe animacje 3D prezentowane na budynkach podkreślające ich detale architektoniczne, kilkadziesiąt zabytkowych kamienic podświetlonych kolorowymi iluminacjami, projekcje wielkoformatowe wyświetlane na fasadach czy świetlne instalacje artystyczne rozmieszczone w przestrzeniach miejskich, takich jak parki, pasaże czy woonerfy. Widowisko uzupełniają także liczne przystanki muzyczne oraz taneczne, warsztaty i inne wydarzenia towarzyszące. Od 2017 roku Festiwal co edycję odbywa się pod innym hasłem przewodnim, które inspiruje artystów do tworzenia swoich prac w danym roku.

## Światło dla zabytków - powstanie Light.Move.Festival.
Koncepcja stworzenia festiwalu zrodziła się na przełomie 2009 i 2010 roku. Jego pomysłodawcami są Beata Konieczniak - architektka, urbanistka, inicjatorka i fundatorka Fundacji „Lux Pro Monumentis” oraz projektant oświetlenia, badacz i wykładowca Norbert Wasserfurth-Grzybowski. Zachwyceni postindustrialną, eklektyczną architekturą Łodzi postanowili wprowadzić do kalendarza imprez kulturalnych wydarzenie, które pozwoliłoby podkreślić piękno i niespotykany charakter łódzkiej zabudowy. Za narzędzie temu służące obrali medium światła. 
W lutym 2011 roku założono Fundację „Lux Pro Monumentis”, której nazwa w języku łacińskim oznacza „światło dla zabytków” – rozumiane jako szansa i możliwość podkreślenia ich piękna.
Pierwsza edycja Festiwalu odbyła się jesienią 2011 roku. Widzowie oczarowani oryginalną formą przekazu w kolejnych latach zaskakiwali coraz wyższą frekwencją, która w 2023 roku osiągnęła zawrotny poziom – w nocnym spacerze po rozświetlonej Łodzi wzięło udział niemal milion odwiedzających. Na przestrzeni lat widowisko na dobre wpisało się w łódzką tkankę stając się flagowym wydarzeniem miasta, a Fundacja "Lux Pro Monumentis" wyrosła na prężnie działającą organizację pozarządową, skupiającą grupę miłośników Łodzi, jej architektury, dziedzictwa kulturowego, nowoczesnych technologii oraz możliwości, jakie niosą. 

## Obszar Festiwalu
Wydarzenie odbywa się w otwartej przestrzeni miejskiej. Każdego roku główną scenografię wydarzenia stanowi zrewitalizowane centrum Łodzi – oświetlona zostaje m.in. jedna z najdłuższych ulic handlowych w Europie – reprezentacyjna ulica Piotrkowska wraz z Placem Wolności, a także niektóre z odchodzących od niej ulic. Festiwal gości także w miejskich parkach, (Park Sienkiewicza, Park Staromiejski, Park Moniuszki), w pasażach, woonerfach, czy na Starym Rynku. Od kilku lat atrakcje prezentowane są także w obszarze Nowego Centrum Łodzi – miejscem działań festiwalach stało się m.in. EC1 Łódź – Miasto Kultury. Od 2024 roku w programie festiwalowym znajduje się również wyjątkowy, neobarokowy Pałac Izraela Poznańskiego z XIX w., zwany „łódzkim Luwrem”.

## Sekcje LMF[6][7]
ART – czyli sekcja stanowiąca fundament Festiwalu od początku jego istnienia – jedna z najważniejszych i najbardziej wyrazistych części wydarzenia, skupiająca się na szeroko pojętej sztuce świetlnej, połączonej z różnymi formami artystycznego wyrazu. Każdego roku twórcy z całego świata przygotowują unikatowe prace nawiązujące do tematu przewodniego danej edycji. Fundacja współpracowała z artystami m.in. z Polski, Francji, Niemiec, Wielkiej Brytanii, Holandii, Belgii, Hiszpanii, Włoch, Portugalii, Tajlandii, USA i Chin. W ramach sekcji ART prezentowane są m.in. mappingi stworzone w technologii 2D/3D, podkreślające XIX-wieczną, eklektyczną łódzką architekturę, wielkoformatowe animacje oraz projekcje, monumentalne instalacje świetlne, a także inne, eksperymentalne formy sztuki multimedialnej czy performatywnej. Poza atrakcyjną stroną wizualną, twórcy starają się, aby ich prace angażowały także intelektualnie – w swoich pracach poruszają niejednokrotnie ważne tematy społeczne, skłaniając widza do refleksji. 
MUSIC – Festiwal to także przystanki muzyczne. Na trasie wydarzenia znajdują się liczne sceny muzyczne, na których co roku prezentowany jest obszerny przekrój gatunków. Na przestrzeni lat podczas Light.Move.Festival. widzowie mogli posłuchać m.in. muzyki elektronicznej, brassowej, jazzowej, aranżacji orkiestr symfonicznych, chórów, muzyki popowej czy DJ-skich setów.
Na Festiwalu wystąpili m.in. Kayah, L.U.C. & Rebel Babel Ensemble, Mela Koteluk, Bass Astral, Ania Karwan, Piotr Rogucki, Bisz, Bela Komoszyńska, Primuz Chamber Orchestra, Michał Urbaniak, Paulina Przybysz czy Kamp!
EDU – sekcja EDU to m.in. różnorodne warsztaty twórcze, takie jak warsztaty nocnej fotografii, tworzenia murali, malowania farbami fluorescencyjnymi, tworzenie instalacji świetlnych oraz wiele innych; konferencje naukowe, np. „Światło i kolor w architekturze i przestrzeniach publicznych – o świadomym kreowaniu wizerunku miasta”, panele dyskusyjne oraz wiele innych wydarzeń towarzyszących. 

## Frekwencja podczas poszczególnych edycji
- 2011, ponad 45 000 widzów,
- 2012, ponad 97 000 widzów,
- 2013, ponad 200 000 widzów,
- 2014, ponad 350 000 widzów,
- 2015, ponad 500 000 widzów,
- 2016, ponad 600 000 widzów,
- 2017, ponad 700 000 widzów, No Limits. Szlakiem Awangardy (wprowadzenie haseł przewodnich dla danych edycji)
- 2018, ponad 750 000 widzów, Blaski Wolności
- 2019, ponad 850 000 widzów, Przestrzeń
- 2020, ponad 1 100 000 widzów podczas edycji online, Przyszłość
- 2021, ponad 850 000 widzów, Połączenia
- 2022, ponad 870 000 widzów, Przebudzenie
- 2023, ponad 920 000 widzów, Szukając szczęścia
- 2024, ponad 900 000 widzów, Cywilizacja
- 2025, Powroty